# Sthelota albonotata
Sthelota albonotata là một loài nhện trong họ Linyphiidae.
Loài này thuộc chi Sthelota. Sthelota albonotata được Eugen von Keyserling miêu tả năm 1886.